# 동북호림원
동북호림원(중국어: 东北虎林园 둥베이후린위안[*])은 중화인민공화국 헤이룽장성 하얼빈시에 있는 동물원이다. 주로 중국 둥베이 지방의 시베리아호랑이 보존 및 전시 위주로 하고 있다.

## 같이 보기
- 시베리아호랑이 도입 계획